# Битва при Хайбаре
Би́тва при Хайба́ре (араб. غزوة خيبر‎) — сражение, произошедшее между мусульманами и евреями в 629 году в оазисе Хайбар к северу от Медины.

## История
В 629 году мусульманский отряд численностью около 1500 человек во главе с пророком Мухаммадом выступил против еврейских жителей Хайбара. Осада оазиса продолжалась полтора месяца. В договоре о капитуляции Хайбар рассматривался как военная добыча (ганима). Пятая часть земель оазиса отошла в пользу Мухаммада как главы военной экспедиции, а остальная земля была распределена между воинами. По договору местное еврейское население должно было обрабатывать землю и отчислять половину урожая мусульманам. Средневековые исламские правоведы считали, что пророк Мухаммад сохранил земли за жителями Хайбара, превратив их в арендаторов-издольщиков. Военный успех в Хайбаре способствовал дальнейшим успехам Мухаммада.

## Земельный вопрос
После смерти пророка Мухаммада его дочь Фатима выступила с притязаниями на долю отца, и халиф Абу Бакр не удовлетворил её требования, сославшись на слова Мухаммада о том, что у пророков нет наследников и всё имущество, оставленное им, является собственностью общины.
В 641 году халиф Умар ибн аль-Хаттаб объявил о переселении иудеев (в том числе хайбарцев) из оазисов Северного Хиджаза в Сирию. Евреи Хайбара покинули оазис, не получив никакой компенсации. Оазис был вновь разделён между участниками захвата. Определение статуса земель оазиса стало одним из главных прецедентов для решения многих земельных вопросов в Халифате.